# Bezirk Medenice
Bezirk Medenice – dawny powiat (Bezirk) kraju koronnego Królestwo Galicji i Lodomerii, funkcjonujący w latach 1854–1867. Siedzibą starostwa była wieś Medenice.

## Historia
Bezirk Medenice utworzono w ramach reformy uwłaszczeniowej z okresu Wiosny Ludów (1848–1849), która likwidowała jurysdykcję właściciela ziemskiego nad poddanymi. W Galicji, dominium – jako podstawowa jednostka administracyjna i filar systemu feudalnego straciło rację bytu. Konieczne stało się zatem wprowadzenie nowego systemu administracyjnego, którego zręby powstały w latach 1851–1855. Nowy trójstopniowy podział administracyjny objął 21 cyrkułów (niem. Kreise), 179 małych powiatów (niem. Bezirke) i ponad 6000 gmin (niem. Gemeinde).
Bezirk Medenice objął obszar o wielkości 6,7 mil², zamieszkany przez 24.390 ludzi i podzielony na 22 gminy katastralne. Wszedł w skład cyrkułu samborskiego, jako jeden z jego jedenastu powiatów.
Po nadaniu Galicji autonomii oraz powołaniu samorządu gminnego i powiatowego w 1865 zlikwidowano cyrkuły (Kreise). Dotychczasowe małe powiaty (Bezirke) w liczbie 179, utrzymały się do 1867 roku, kiedy to w następstwie kolejnej reformy administracyjnej (23 stycznia 1867) zostały zastąpione przez 74 większych powiatów. Obszar zniesionego Bezirk Medenice wszedł wtedy w całości w skład nowego powiatu drohobyckiego. 19 czerwca 1867 część tego obszaru (gminę Kawsko) włączono do powiatu stryjskiego. 1 października 1869 do powiatu drohobyckiego przydzielono gminę Rolów, której przynależność administracyjna w chwili reformy nie została ustalona. 1 sierpnia 1878 z powiatu drohobyckiego wyłączono gminę Brigidau, włączając ją do powiatu stryjskiego. 

## Podział administracyjny (1854)
| Lp. | Gmina jednostkowa            | Powierzchnia | Ludność | Powiat w 1867 po zniesieniu |
| --- | ---------------------------- | ------------ | ------- | --------------------------- |
| 1   | Medenice                     | 4000         | 2010    | drohobycki                  |
| 2   | Hruszów                      | 3460         | 2472    | drohobycki                  |
| 3   | Litynia                      | 3275         | 2146    | drohobycki                  |
| 4   | Tynów                        | 1915         | 621     | drohobycki                  |
| 5   | Ugartsberg                   | 640          | 172     | drohobycki                  |
| 6   | Horucko z Lipicami i Rakową  | 6230         | 1784    | drohobycki                  |
| 7   | Radelicz z Saską (Kameralną) | 2100         | 882     | drohobycki                  |
| 8   | Bilcze                       | 10050        | 1673    | drohobycki                  |
| 9   | Königsau                     | 1300         | 738     | drohobycki                  |
| 10  | Brigidau                     | 2420         | 989     | drohobycki                  |
| 11  | Letnia                       | 6420         | 2093    | drohobycki                  |
| 12  | Josefsberg                   | 1610         | 767     | drohobycki                  |
| 13  | Dobrowlany                   | 2255         | 1553    | drohobycki                  |
| 14  | Rolów z Bojarami             | 3310         | 1011    | drohobycki                  |
| 15  | Krynica                      | 3380         | 1062    | drohobycki                  |
| 16  | Kawsko                       | 4350         | 1040    | drohobycki                  |
| 17  | Wróblowice                   | 2840         | 1202    | drohobycki                  |
| 18  | Lipowiec                     | 1255         | 472     | drohobycki                  |
| 19  | Opary                        | 950          | 424     | drohobycki                  |
| 20  | Dołhe                        | 310          | 518     | drohobycki                  |
| 21  | Słońsko                      | 2400         | 457     | drohobycki                  |
| 22  | Rabczyce                     | 1700         | 404     | drohobycki                  |

Objaśnienie:
(M) = miasto; (m) = miasteczko